# چانگ کیها
چانگ کیها (انگلیسی: Chang Kiha؛ زادهٔ ۲۰ فوریهٔ ۱۹۸۲) خواننده، ترانه‌پرداز، بازیگر و مجری رادیو اهل کره جنوبی است.